# ويليام سي. غيز
ويليام سي. غيز هو سياسي أمريكي، ولد في 18 أبريل 1886، وتوفي في 15 أبريل 1966. نشط حزبياً في الحزب الجمهوري. وقد انتخب عضو جمعية ولاية ويسكونسن ‏.